# الغواصة الألمانية يو-628
غواصة يو-628 (VIIC) غواصة يو بوت ألمانية من غواصة الفئة السابعة سي بنيت لسلاح بحرية ألمانيا النازية كريغسمارينه، في أحواض بلوم+فوس خلال الحرب العالمية الثانية.

## التصميم[4]

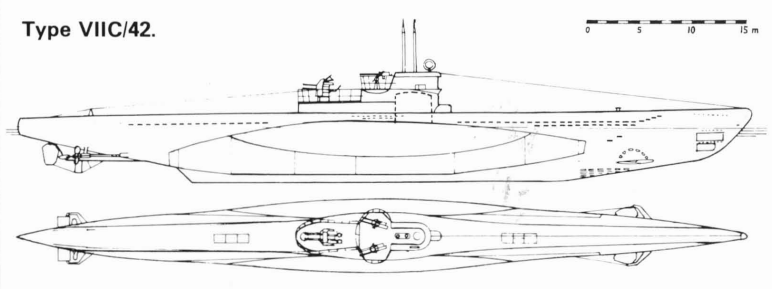

كانت غواصة الفئة VIIC نسخة محسنة من سابقتها الفئة VIIB، حيث تم تصميمها لزيادة مدى التشغيل، وقوة النيران، والكفاءة العامة. بلغ طولها 67.1 مترًا مع عرض يبلغ 6.2 متر، وتميزت بهيكل ضغط أقوى مما سمح لها بالعمل على أعماق تصل إلى 220 مترًا. كانت تعمل بمحركي ديزل بقوة 1400 حصان للسير على السطح، ومحركين كهربائيين بقوة 375 حصان للغوص تحت الماء، مما منحها سرعة تصل إلى 17 عقدة على السطح و7.6 عقدة تحت الماء. كانت الغواصة مزودة بـ خمسة أنابيب طوربيد (أربعة في المقدمة وواحد في المؤخرة)، وتحمل 14 طوربيدًا، بالإضافة إلى مدفع سطح عيار 8.8 سم ومدفعية مضادة للطائرات. تم تصميم هيكلها الانسيابي وتحسين تكوين خزانات الصابورة لتعزيز المناورة، بينما وفرت أنظمة التهوية والتبريد المحسّنة ظروفًا معيشية أفضل للطاقم. أصبحت الفئة VIIC العمود الفقري لأسطول غواصات الكريغسمارينه، حيث تم نشرها على نطاق واسع في المحيط الأطلسي بفضل توازنها المثالي بين القوة النارية والمدى والمتانة.

### الخطوط الهيكلية لغواصة Type VIIC
تم تصميم غواصة Type VIIC لتكون أكثر متانة وكفاءة في العمليات البحرية مقارنة بسابقاتها Type VIIA وVIIB. وقد شمل الهيكل تعزيزات لتحمل أعماق أكبر، بالإضافة إلى تحسين الديناميكا المائية لضمان قدرة أفضل على المناورة والتخفي تحت الماء.

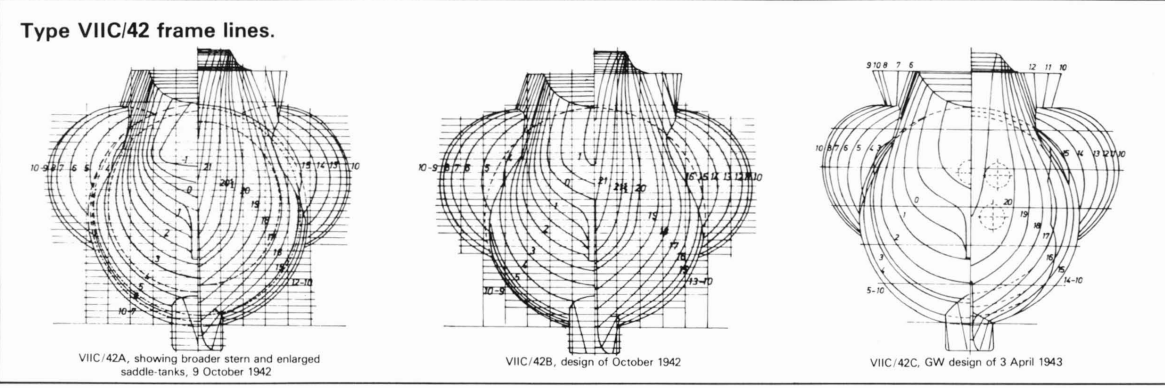

#### الهيكل الأساسي:
- الطول الكلي: 67.1 متر
- القطر الأقصى لهيكل الضغط: 5 أمتار
- العرض: 6.2 متر
- الغاطس: 4.8 متر
- إجمالي الوزن عند الغمر: 865 طن

#### المكونات الهيكلية الرئيسية:
- هيكل الضغط: تم تقسيمه إلى 10 أقسام رئيسية، كل منها يتكون من حلقات دائرية ملحومة بشكل دقيق للحفاظ على مقاومة الضغط العالي في الأعماق الكبيرة.
- الهيكل الخارجي: تمت إضافة خزانات الصابورة الجانبية (Saddle Tanks) لتوفير استقرار إضافي وتقليل ضوضاء حركة الغواصة تحت الماء.
- مقصورات داخلية:
  - مقصورة المحركات الكهربائية: تحتوي على محركين كهربائيين بقوة 375 حصان لكل منهما.
  - مقصورة محركات الديزل: مزودة بمحركين ديزل بقوة 1400 حصان لكل منهما.
  - مقصورات الطوربيدات: تتضمن أربعة أنابيب في المقدمة وأنبوبًا واحدًا في المؤخرة، مع سعة إجمالية تصل إلى 14 طوربيدًا.
  - غرفة التحكم: تقع في منتصف الغواصة، وهي مجهزة بأحدث أجهزة الملاحة والقيادة.
- أنظمة التهوية والتبريد:
  - تم تجهيز الغواصة بنظام تهوية متطور من شركة Dräger الألمانية.
  - تم تعزيز نظام التدفئة باستخدام عادم المحركات للحفاظ على درجات الحرارة الداخلية في المياه الباردة.

#### التحسينات في Type VIIC/42 مقارنة بـ VIIC:
- زيادة عرض الهيكل إلى 6.9 متر لتعزيز الاستقرار تحت الماء.
- زيادة سعة خزانات الوقود مما رفع المدى العملياتي إلى 10,000 ميل بحري.
- تطوير محركات ديزل أقوى بقوة 2200 حصان لزيادة السرعة السطحية إلى 18.6 عقدة.
- تحسين أنظمة تقليل الضوضاء لجعل الغواصة أقل عرضة للاكتشاف.

### الفرق بين الخطوط الهيكلية لغواصتي Type VIIC/42 و Type VIIC/43

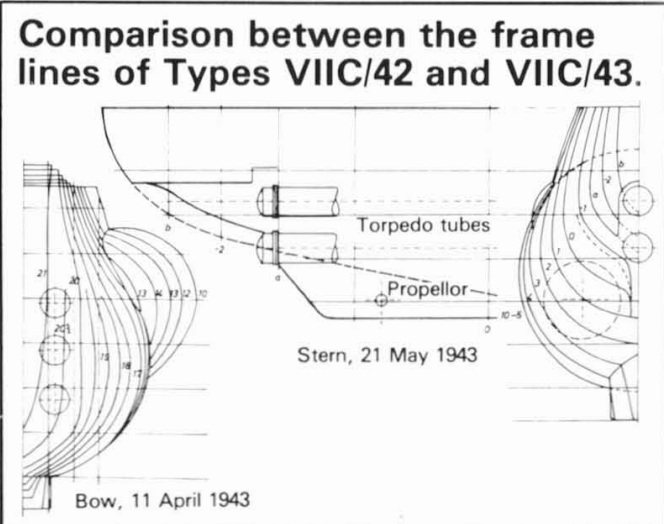

كان الفرق الرئيسي بين الخطوط الهيكلية لغواصتي Type VIIC/42 و Type VIIC/43 يكمن في التصميم الهيكلي وقدرة التحمل تحت الماء. تميزت Type VIIC/42 بهيكل أكثر صلابة مع زيادة في سماكة الصفائح الفولاذية، مما منحها قدرة تحمل أكبر للضغط المائي وأتاح لها إمكانية الغوص إلى أعماق أكبر مقارنةً بـ Type VIIC/43. في المقابل، تم تصميم Type VIIC/43 ليكون أكثر كفاءة من حيث السرعة والقدرة على المناورة، مع تحسينات في الديناميكا المائية وتقليل مقاومة الماء، مما جعلها أكثر ملاءمة للعمليات السريعة والهرب من الهجمات المعادية. بينما ركزت VIIC/42 على القوة والمتانة، تمحور تصميم VIIC/43 حول تحقيق أداء أكثر توازناً بين القوة والسرعة.

## تاريخ الخدمة[5]
كانت غواصات Type VIIC العمود الفقري لأسطول الغواصات الألماني خلال الحرب العالمية الثانية، حيث تم تصنيع 572 غواصة من هذا الطراز، بالإضافة إلى 87 غواصة من النسخة المحسنة Type VIIC/41. لعبت هذه الغواصات دورًا رئيسيًا في حملة الغواصات الألمانية ضد قوافل الحلفاء في المحيط الأطلسي.

### البداية والخدمة المبكرة (1939-1941)
- بدأ إنتاج Type VIIC في عام 1939، كخليفة للنوعين السابقين Type VIIA وVIIB.
- تميزت هذه الغواصات بزيادة المدى القتالي وتحسين أنظمة الدفع، مما منحها قدرة تشغيلية أكبر تحت الماء.
- أول غواصة من هذا الطراز دخلت الخدمة عام 1940، حيث تم استخدامها في المعارك الأولى للحرب الأطلسية.

### ذروة العمليات (1941-1943)
- بحلول عام 1941، أصبحت Type VIIC الغواصة الأكثر استخدامًا في هجمات القوافل الحليفة.
- شاركت في الذئاب الرمادية (Wolfpacks)، وهي تكتيكات جماعية استخدمتها البحرية الألمانية لإغراق السفن التجارية وسفن الإمداد الحليفة.
- خلال هذه الفترة، كانت الغواصات تحقق نجاحات كبيرة، حيث تمكنت من إغراق مئات السفن التجارية وإلحاق أضرار جسيمة بأساطيل الحلفاء.
- مع تطور تقنيات الحلفاء المضادة للغواصات، مثل استخدام الرادار وشحنات الأعماق، بدأت الخسائر في صفوف الغواصات الألمانية بالازدياد.

### التراجع والتحديات (1943-1945)
- اعتبارًا من عام 1943، بدأت البحرية الألمانية تواجه تحديات كبيرة مع تطور أساليب الحلفاء المضادة للغواصات.
- تم تطوير نسخة محسنة من الغواصة باسم Type VIIC/41، والتي تضمنت تحسينات في التصميم وقدرة تحمل أكبر للضغط المائي.
- شهدت هذه الفترة إدخال تقنيات مثل السنوركل (Schnorchel)، وهو أنبوب يسمح للغواصة باستخدام محركات الديزل أثناء الغوص، مما قلل من خطر اكتشافها.
- رغم ذلك، بحلول 1944، كانت غواصات Type VIIC تعاني من معدلات خسائر عالية، حيث كانت قوات الحلفاء قد طورت أنظمة سونار متقدمة وطائرات مضادة للغواصات.

### النهاية وإرث Type VIIC
- بحلول نهاية الحرب عام 1945، كانت معظم غواصات Type VIIC قد دُمرت أو تم أسرها، بينما استسلمت القليل منها.
- أصبحت بعض الغواصات المتبقية جزءًا من قوات البحرية للدول المنتصرة، حيث تم استخدامها في تجارب ودراسات عسكرية بعد الحرب.
- تم الاحتفاظ بالغواصة U-995 من طراز Type VIIC/41 وعُرضت في متحف بحري في لابو، ألمانيا، كنصب تذكاري.

## مساهمة كريستوف أشمونايت في تصميم غواصة Type VIIC[6]

كريستوف أشمونايت كان مهندسًا بحريًا بارزًا ولعب دورًا مهمًا في تطوير وتحسين تصاميم الغواصات الألمانية خلال الحرب العالمية الثانية، وخاصة غواصات Type VIIC. كانت مساهمته الأساسية تكمن في تحسين الهياكل الإنشائية وزيادة قدرة الغواصات على الغوص العميق لمواجهة التطورات في تقنيات الحلفاء المضادة للغواصات.

#### تحسينات الضغط الهيكلي في Type VIIC/42
- في عام 1941، اقترح أشمونايت مضاعفة عمق الغوص الآمن لغواصات Type VIIC لتصل إلى 300 متر، مع حساب أعماق التدمير القصوى عند 500 متر.
- لتحقيق ذلك، تم اقتراح استخدام الفولاذ المدرع Krupp CM 351 بدلًا من الفولاذ التقليدي St 52 KM، مما زاد من متانة الهيكل وجعله أكثر قدرة على تحمل الضغوط الهائلة في الأعماق الكبيرة.
- أدى هذا التعديل إلى زيادة سماكة الصفائح الفولاذية، مما رفع وزن الهيكل بمقدار 68.3 طنًا ليصل إلى 154.3 طنًا.
- لتعويض الوزن الإضافي، تم توسيع قطر بدن الضغط من 4.7 متر إلى 5 متر، مما منح الغواصة استقرارًا إضافيًا تحت الماء.

#### تحسينات الأداء والسرعة
- نظرًا للحاجة إلى تحسين سرعة غواصات Type VIIC، تم التفكير في إدخال محركات MAN M6V40/46 ذات الشحن الفائق.
- هذه المحركات زادت من قوة الدفع إلى 2200 حصان عند 530 دورة في الدقيقة، مما رفع السرعة السطحية إلى 18.6 عقدة مقارنة بـ 17 عقدة في النسخة القياسية.
- بسبب هذه التعديلات، زاد طول قسم محركات الديزل بمقدار 80 سم، مما أدى إلى زيادة الطول الكلي للغواصة بمقدار 1.54 متر عن النسخة الأصلية من Type VIIC.

#### إلغاء مشروع Type VIIC/42
- رغم التقدم في تصميم Type VIIC/42، تم تعليق المشروع في 24 يوليو 1943، حيث تم توجيه الموارد نحو تطوير غواصات Type XXI الكهربائية، التي كانت تتمتع بأداء أفضل تحت الماء.
- رغم ذلك، تركت التحسينات التي اقترحها أشمونايت تأثيرًا واضحًا على تصاميم الغواصات المستقبلية، خاصة فيما يتعلق بزيادة عمق الغوص وقوة الهيكل.